# Ingleby Arncliffe
Ingleby Arncliffe est un village et une paroisse civile du Yorkshire du Nord, en Angleterre.